# 丹尼尔·特恩奎斯特
丹尼尔·特恩奎斯特（瑞典語：Daniel Tjärnqvist，1976年10月14日—），瑞典前男子冰球运动员。他曾代表瑞典国家队参加2006年冬季奥林匹克运动会冰球比赛，获得一枚金牌。